# 昭烏達盟
昭烏達盟是清代內札薩克蒙古六盟之一。昭烏達在蒙古语中为“百柳”之意。
清代蒙古所设的昭烏達盟統八部十一旗，諸旗會盟於翁牛特左翼旗（今翁牛特旗）境內。置盟長、副盟長各一名，於所屬各旗札薩克內簡選。後由熱河都統节制，清末以来逐渐演变为行政区。

## 歷史沿革
清崇德四年（1639年），清廷划克什克腾、巴林、阿鲁科尔沁、翁牛特、敖汉等八部十一旗會盟於「扎滚乌达」，昭乌达盟（扎滚乌达楚古拉干）始建:654。
民國初年，各盟已經由不負責行政事務的監察機構轉變為蒙古族聚居區的一般行政區，並建立了公署。「盟」在蒙古语中改称“艾马克”。
1914年後先後歸熱河特别區、熱河省管轄。抗日战争初期，随热河省沦陷於日軍，滿洲國時期被撤销。
1946年，中国共产党冀察热辽分局在林东重建昭乌达盟:662。1955年，赤峰县劃入內蒙古自治區，昭乌达盟行政机关迁往赤峰:664。
1969年改隸遼寧省，1979年復歸內蒙古自治區管轄。1983年撤销昭乌达盟，改设赤峰市。

## 所統十一旗
昭烏達盟統敖漢部、奈曼部、巴林部、札魯特部、翁牛特部、阿魯科爾沁部、克什克騰部、喀爾喀左翼部，共八部十一旗。
- 敖漢旗
- 奈曼旗
- 巴林左翼旗（巴林貝子旗）
- 巴林右翼旗（巴林王旗）
- 札魯特左翼旗
- 札魯特右翼旗
- 翁牛特左翼旗（翁牛特貝勒旗）
- 翁牛特右翼旗（翁牛特王旗）
- 阿魯科爾沁旗
- 克什克騰旗
- 喀爾喀左翼旗

## 历任盟长

### 清代至民国初年
康熙年间，清廷停派大臣参与会盟，此后到中华民国初年一直由蒙古王公轮流主持会盟，共计28位盟长或协办盟长：
1. 乌尔衮 巴林右翼旗札萨克多罗郡王（第四次袭）、额驸。1705年（康熙四十四年）任盟长，统理十一旗兵事。
2. 苍津 翁牛特右翼旗札萨克多罗杜棱郡王（第三次袭）。1715年（康熙五十四年）任盟长。1727年（雍正五年）以罪削。
3. 鄂齐尔  翁牛特右翼旗札萨克多罗杜棱郡王（第四次袭）。1727年（雍正五年）授盟长。1733年（雍正十一年）卒。
4. 垂木丕勒  敖汉旗札萨克多罗郡王（第三次袭）。1734年（雍正十二年）授副盟长，旋晋盟长。1750年（乾隆十五年）卒。（有的史料记载为翁牛特左翼旗的朋素克，待考证）
5. 罗卜藏  翁牛特右翼旗札萨克多罗杜棱郡王（第五次袭）。1735年（雍正十三年）授副盟长。1737年（乾隆二年）卒。
6. 桑哩达  巴林右翼旗札萨克多罗郡王（第六次袭）。1739年（乾隆四年）授副盟长。1748年（乾隆十三年）卒。
7. 罗卜藏  敖汉闲散多罗贝勒，郡王、额驸班第曾孙。1750年（乾隆十五年）授盟长。1752年（乾隆十七年）卒。
8. 璘沁  巴林右翼旗札萨克多罗郡王（第七次袭）。1750年（乾隆十五年）授副盟长，1753年（乾隆十八年）晋盟长，1756年（乾隆二十一年）卒。
9. 朋素克  翁牛特左翼旗札萨克多罗达尔汉岱青贝勒（第五次袭）。1754年（乾隆十九年）授盟长，1765年（乾隆三十年）十月卒。
10. 垂济喇什  敖汉旗札萨克多罗郡王（第四次袭）。1750年（乾隆十五年）袭爵，1756年（乾隆二十一年）授副盟长。1768年（乾隆三十三年）卒。
11. 罗卜藏锡喇布  敖汉闲散辅国公，郡王鄂勒斋图第三子。1764年（乾隆二十九年）授副盟长，翌年十月补授盟长，三十一年擢理藩院额外侍郎。1781年（乾隆四十六年）卒。
12. 诺尔布扎木素  翁牛特左翼旗札萨克多罗达尔汉岱青贝勒（第六次袭）。1766年（乾隆三十一年）七月协办盟长事务，1781年（乾隆四十六年）卒。
13. 巴图  巴林右翼旗札萨克多罗郡王（第八次袭）。1765年（乾隆三年）十月授副盟长，1781年（乾隆四十六年）七月晋盟长。1799年（嘉庆四年）卒。
14. 垂济扎勒  敖汉闲散固山贝子，贝勒罗卜藏长子。1781年（乾隆四十六年）协办盟长事务，同年卒。
15. 桑济扎勒  敖汉闲散辅国公，贝勒罗卜藏第三子。1781年（乾隆四十六年）十月“协理昭乌达盟长事务”。1794年（乾隆五十九年）卒。
16. 拉旺喇布坦  奈曼旗扎萨克多罗达尔汉郡王（第七次袭）。1794年任副盟长，1803年（嘉庆八年）卒。
17. 甘萨巴拉  敖汉闲散多罗郡王，郡王齐默特噜瓦子。1805年（嘉庆十年）袭爵，协办盟长事务。1843年（道光二十三年）卒。
18. 阿宛都瓦第扎布  奈曼旗扎萨克多罗达尔汉郡王（第九次袭）。1821年（道光元年）任帮办盟长，1827年（道光七年）晋盟长。1848年（道光二十八年）卒。
19. 纳木扎勒多尔济  敖汉闲散镇国公，镇国公罗卜藏锡喇布长子。1781年（乾隆四十六年）袭爵，后任副盟长，至1829年（道光八年）始终在副盟长位。1830年卒。
20. 萨达尔  扎鲁特右翼旗札萨克多罗达尔汉贝勒（第十次袭）。1848年（道光二十八年）任盟长，1854年（咸丰四年）卒。
21. 那木济勒旺楚克  巴林右翼旗札萨克多罗郡王（第十次袭）。1827年（道光七年）袭爵，次年任帮办盟长。1848年（道光二十八年）晋盟长。1869年（同治八年）卒。
22. 额勒莫斯巴咱尔  巴林右翼旗扎萨克多罗郡王（第十一次袭），后任御前行走兼管御园事务。1856年（咸丰六年）任昭乌达盟长兼兵备札萨克。（原文错误记载为那木色，那木色应为巴林右翼旗第十次袭札萨克多罗郡王那木济勒旺楚克的另一汉译称呼，巴林地方史料没有记载阿拉莫斯巴特尔当盟长的记录，待考证）
23. 达克沁  敖汉闲散固山贝子，固山贝子诺尔布桑之子。1867年（同治六年）任盟长，1891年（光绪十七年）被“金丹道”所杀。
24. 德木楚克苏隆  翁牛特左翼旗札萨克多罗达尔汉岱青贝勒（第十二次袭）。1875年（光绪元年）袭爵，任副盟长，1894年（光绪二十年）五月卒。
25. 堆固尔苏隆  喀尔喀左翼旗札萨克多罗贝勒（第九次袭）。1870年（同治九年）袭爵，协办盟长事务。1890年（光绪十六年）卒。
26. 达木林达尔达克  敖汉旗札萨克多罗郡王（第十二次袭）。1895年（光绪二十一年）八月任盟长。1898年1月（光绪二十三年十二月）因案被革职。
27. 赞巴勒诺尔布  翁牛特右翼旗札萨克多罗杜棱郡王（第十二次袭）。1891年（光绪十七年）因亲自带兵围剿“金丹道”功，赏加亲王衔。1893年（光绪十九年）二月十五日，任“协办昭乌达盟盟长兼备兵礼萨克”。1912年（宣统三年，民国元年）二月二十三日病逝。同年九月，因“首赞共和”功，加封亲王。
28. 巴咱尔济哩第  阿鲁科尔沁旗札萨克多罗贝勒（第十二次袭）。1899年（光绪二十五年）任盟长。至民国初仍任盟长。1916年卒。

民国初年末任盟长死后，仍有苏珠克图巴图尔、扎噶尔等担任盟长。

### 内蒙古自治区时期
中共解放区及中华人民共和国成立后的昭乌达盟盟长（此时已经变成普通行政区）：
1. 萨嘎拉扎布 1946.6.5—1947.7
2. 义达嘎苏隆 1947.7—1949.7
3. 陈耳东 1949.7—1949.12
4. 鲧嘎丹儒布 1949.12—1955.2
5. 高化民 1955.2—1957.1
6. 乌力更? 1957.1—1968.1
7. 巴图 1968.1—1969.1
8. 郭雨亭 1969.1—1970.6
9. 赵坚 1970.6—1974.2
10. 徐元泉 1974.2—1976.3
11. 高学忱 1976.3—1978.12
12. 乌力更 1978.12—1980.6
13. 才吉尔乎 1980.6—1983.10

## 史籍
- 《清史稿》，中华书局点校本